# 小行星25488
小行星25488（25488 Figueiredo）是一颗绕太阳运转的小行星，为主小行星带小行星。该小行星于1999年12月发现。

## 轨道参数
小行星25488的轨道半长轴为380 297 203 km（2.5420936 UA），离心率为0.188。